# Boulevard Marie-Victorin
Pour les articles homonymes, voir Marie-Victorin (homonymie).
Le boulevard Marie-Victorin est une voie de circulation de la Rive-Sud de Montréal.

## Situation et accès
Il constitue l'une des principales artères est-ouest de la région, qui s'étend de Sainte-Catherine à Varennes, en passant notamment par Brossard, Longueuil et Boucherville.  
Le boulevard Marie-Victorin, qui mesure environ 26 kilomètres, se divise en trois parties sur la Rive-Sud de Montréal.

La première partie longue de 5,9 kilomètres débute comme continuité de la rue Centrale dans la ville de Sainte-Catherine, traverse successivement les villes de Delson et Candiac et prend le nom de route Marie-Victorin à La Prairie, où elle termine en devenant la rue Salaberry à la hauteur de l'autoroute 15 / route 132. Ce boulevard sert de voie d'évitement à la très congestionnée route 132 dans le secteur, pour les automobilistes se dirigeant vers l'est.

La deuxième partie, longue de 5,1 kilomètres, est entièrement située à Brossard et sert de voie de service à l'autoroute 15 / route 132 de son début au boulevard Matte jusqu'au pont Samuel-De Champlain et par la suite sert de voie de service à l'autoroute 20 / route 132 de l'autoroute 10 (pont Samuel-De Champlain) jusqu'à sa fin, soit un peu au sud du boulevard Simard aux limites de Saint-Lambert, où le boulevard devient la rue Riverside.

La troisième partie débute comme continuité de la rue Saint-Charles au nord du boulevard Roland-Therrien et traverse le quartier Fatima de l'ancienne Ville Jacques-Cartier, fusionnée à Longueuil en 1969. Dans le périmètre de l'échangeur des autoroutes 20 et 25 et de la route 132, le boulevard Marie-Victorin a été dévié de son axe en bifuquant légèrement vers l'est, puis en revenant dans son axe au nord de l'échangeur, pour permettre la construction des bretelles. Par la suite, le boulevard traverse la ville de Boucherville, longe le fleuve Saint-Laurent dans le Vieux-Boucherville et devient la route Marie-Victorin en entrant sur le territoire de la ville de Varennes, où il termine à la jonction de la rue de l'Aqueduc et de la route 132 après 15,7 kilomètres depuis Longueuil. À noter qu'à l'exception du secteur Sorel de la ville de Sorel-Tracy et de la ville de Bécancour, la route 132 porte le nom de Route Marie-Victorin de Varennes à la route 116 (route du Pont) à Saint-Nicolas, en banlieue sud de Québec.

## Origine du nom
Le boulevard Marie-Victorin a été nommé pour honorer le fondateur du Jardin botanique de Montréal, le frère Marie-Victorin (1885-1944), né Conrad Kirouac.

## Historique
Le boulevard a reçu son nom actuel en 1950, après la fusion sous le même nom, de plusieurs sections qui portaient auparavant les noms de :
- « Boulevard Salaberry » à Roussillon
- « Chemin du Bord-de-l'Eau » à Longueuil
- « Rue Sainte-Famille » à Boucherville
- « Chemin de la Grande Côte » à Varennes